# Теофилакт Дзумеркас
Теофилакт (на гръцки: Θεοφύλακτος, Теофилактос) е гръцки духовник, старец-митрополит кесарийски от 2024 година.

## Биография
Роден е като Константинос Дзумеркас (Κωνσταντίνος Τζουμέρκας) в 1945 година в катеринското село Ексохи, Гърция. Начално образование завършва в Ексохи и постъпва в монашеското братство на Ватопед Учи в Атониадата и служи като главен секретар на библиотеката на Ватопед. Завършва Богословския факултет на Солунския университет. Ръкоположен е за дякон през 1966 г. и за йеромонах през 1969 г. Служи в Берската митрополия, след което е прехвърлен в Лариската, където от 1979 - 1983 година е настоятел на храма „Животворящ източник“ в Лариса. По-късно служи в Родоската митрополия.
В 1991 година е преместен в Картагенската епархия на Александрийската партриаршия в Триполи, където е настоятел на катедралната църква „Свети Георги“ и директор на гимназията към храма. По негова инициатива в Триполи е създаден Гръцки център, за деца от смесени бракове и хора, желаещи да научат гръцки. С усилията на архимандрит Теофилакт и с помощта на кипърската фирма „Йоану и Параскеваидис“ са обновени катедралата, свещеническият дом и гръцкото училище.
В 1999 година Светият синод го избира за титулярен вавилонски епископ, викарий при патриаршеския трон в Александрия, и игумен на патриаршеския манастир „Свети Георги“ в Кайро. Теофилакт обновява катедралната църква и православното гробище към нея.
На 27 октомври 2004 година Светият синод го избира единодушно за триполски митрополит по предложение на патриарх Теодор II Александрийски.
След началото на Гражданската война в Либия в 2011 година и бомбардировките на НАТО, митрополит Теофилакт остава в Триполи, въпреки възможността да се евакуира.
На 15 февруари 2024 година с решение на Светия Синод на Александрийската православна църква той е удостоен със званието старец-митрополит Кесарийски.